# 顾冠群
顾冠群（1940年1月13日—2007年5月26日），中国工程院院士，1997年10月至2006年6月任东南大学校长，从事计算机系统与应用系统的研究和开发的研究，重点是开放式计算机网络。也是江苏高校第一位民选校长。

## 年表
- 1940年1月出生于中国江苏省常州市。
- 1956年9月进入南京航空学院学习，次年进入南京工学院（今东南大学）自动控制系计算技术专业学习。
- 1962年8月毕业后留校任教。
- 1987年起担任中国国家“863”高技术计划自动化领域CIMS主题第一、二、四届专家组成员和第三届自动化领域专家委员，兼任网络专题责任专家。
- 1993年研究高性能计算机网络协议，成为国际XTP（快捷传输协议）论坛成员。
- 1994年9月，江苏省成为国家第一个CIMS推广应用试点省份，由顾冠群担任专家组长。
- 1997年10月（至2006年6月）担任东南大学校长。
- 1997年11月当选为中国工程院院士。
- 2007年5月26日，顾冠群在南京逝世，终年67岁。

## 历任职务
- 东南大学计算机网络和通信研究室主任
- 东南大学计算机科学与工程系主任
- 东南大学副校长
- 兼任国家重点基础研究发展规划“973”专家顾问组成员
- 兼任国家信息化专家咨询委员会委员
- 兼任中国互联网协会副理事长
- 兼任江苏省科协副主席
- 第十届全国人大代表

## 主要研究方向及成果
主要研究方向：计算机系统、计算机网络、开放式网络技术和网络工程、计算机集成制造系统（CIMS）。他作为中方首席专家主持了中国—欧共体合作项目“江苏省计算机应用网络”，并积极参加筹建了中国科研网和中国教育科研网。在《计算机学报》、《软件学报》、《计算机研究与发展》、《通信学报》等中国核心期刊上发表论文80余篇，出版专著五本。培养博士18名，硕士60名。
- 1965年研制成中国大陆第一台晶体管数字积分机（主要人员）
- 1976年起转向计算机网络研究和教学，是中国大陆为数不多的最早从事计算机网络研究及教学的研究人员之一
- 1980年编著中国大陆第一本计算机网络统编教材《计算机网络》
- 1988年开发出X25通信控制器。
- 1994年组织江苏省21家CIMS试点单位应用工程的开展。

## 获得奖项
国家级科技进步奖四项、部省级科技进步一、二等奖十二项，并获“国家级有突出贡献中青年专家”、“全国高校先进工作者”、“全国教育系统劳动模范”、“人民教师奖章”、“宝钢优秀教师特等奖”国家八六三计划“突出贡献先进个人”。

## 被指涉嫌剽窃
2003年1月8日，著名打假网站新语丝上刊登匿名文章，称东南大学李仕峰、顾冠群在《现代有线传输》2002年6月第2期的一篇题为《IP over WDM网络集成动态路由算法研究》的论文涉嫌抄袭2001年发表在国际会议IEEE INFOCOM的一篇论文Integrated Dynamic IP and Wavelength Routing in IP over WDM Network。李仕峰当时是顾冠群指导的博士生。
第二天（2003年1月9日），新语丝上又刊登李仕峰的“检讨”以及东南大学对于这次事件的声明。李仕峰在检讨中说此次事件应完全由他负责，因为涉嫌抄袭论文是由他自己翻译和投稿的，并说顾冠群并不知情。东南大学同日的声明中认同李的这种说法，对其“严肃处理”，并责令其向顾冠群致歉。
之后两天（1月10日和11日），又分别有匿名文章在新语丝上揭发李仕峰、顾冠群的另外两篇论文涉嫌抄袭。当事人未再就此在新语丝上回应。
2003年2月27日南京现代快报发表记者马莉英专访，题为《东南大学校长卷入剽窃风波续：有关人士接受专访》。顾冠群再次声称对这几篇文章毫不知情。